# Rain (1932)

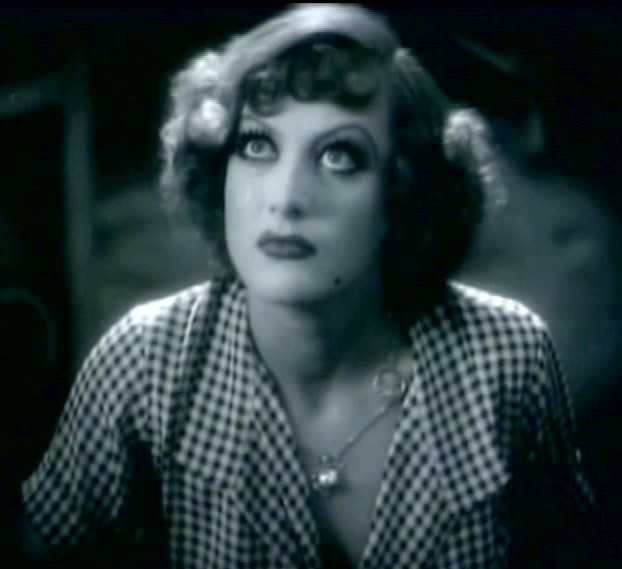
Joan Crawford in Rain

Rain is een Amerikaanse dramafilm uit 1932 onder regie van Lewis Milestone.

## Verhaal
Een boot vol personen vaart al dagen moedeloos rond langs tropische eilanden in de regen. Door een bemanningslid met cholera wil ook de volgende verbinding maar niet komen. Er ontstaat ondertussen ook al irritatie door de aanwezigheid van Sadie Thompson, een prostituee die weet wat ze wil.

## Rolverdeling
| Acteur            | Personage             |
| ----------------- | --------------------- |
| Fred Howard       | Hodgson               |
| Ben Hendricks jr. | Griggs                |
| William Gargan    | Sergeant O'Hara       |
| Mary Shaw         | Ameena                |
| Guy Kibbee        | Joe Horn              |
| Kendall Lee       | Mevrouw Macphail      |
| Beulah Bondi      | Mevrouw Davidson      |
| Matt Moore        | Dr. Macphail          |
| Walter Huston     | Alfred Davidson       |
| Walter Catlett    | Kwartiermeester Bates |
| Joan Crawford     | Sadie Thompson        |